# Sou Feliz (álbum de Fernandinho)
Sou Feliz é o quinto álbum ao vivo do cantor brasileiro Fernandinho, lançado em 2011.
O registro foi gravado na Segunda Igreja Batista de Campos com a participação do coral Shekhinah e do guitarrista da banda Delirious?, Stuart Garrard (Stu G).

## Faixas
1. Sou Feliz
2. Chuva de Bênçãos
3. Rude Cruz
4. Grandioso És Tu
5. Tocou-me
6. Alvo mais que a neve
7. Avivamento
8. Tudo Entregarei
9. Tu És Fiel
10. Céu, lindo céu
11. Firme nas promessas

| Críticas profissionais | Críticas profissionais |
| Avaliações da crítica  | Avaliações da crítica  |
| Fonte                  | Avaliação              |
| ---------------------- | ---------------------- |
| Super Gospel           | (favorável)            |
| O Propagador           | [ 3 ]                  |

## Ficha técnica
- Fernandinho - vocais, violão, produção musical, arranjos
- John Hartley - guitarra
- Stuart Garrard - guitarra
- André Figueiredo - bateria
- Jeff Roach - teclado
- Matt Pearson - baixo
- Cleyde Jane - vocal de apoio
- Jessika Ramalho - vocal de apoio
- Jairo Bonfim - vocal de apoio
- Adiel Ferreira - vocal de apoio
- Levi Miranda - Teclados e programação adicionais